# Sapium adenodon
Sapium adenodon är en törelväxtart som beskrevs av August Heinrich Rudolf Grisebach. Sapium adenodon ingår i släktet Sapium och familjen törelväxter. Inga underarter finns listade i Catalogue of Life.